# AS Capoise
El AS Capoise es un equipo haitiano de fútbol con sede en la ciudad de Cabo Haitiano. Su estadio, el Parc St. Victor, tiene una capacidad de 7500 espectadores.

## Palmarés
- Liga de fútbol de Haití: 3

1997, 2017-C, 2018-A
- Copa de Haití: 3

1937-38, 2009, 2011
- Torneo Super 8: 2

2009, 2011

## Participación en competiciones de la Concacaf
- Liga de Campeones de la Concacaf: 2 apariciones

1991 - Segunda ronda (Caribe) - eliminado por  L'Etoile de Morne-à-l'Eau 4 - 1 en el marcador global (ronda 2 de 7)
1995 - Segunda ronda (Caribe) - eliminado por  Top XX 4 - 4 (5-4 pen.) en el marcador global (ronda 2 de 5)

## Jugadores

### Jugadores destacados
- Claude Barthélemy
- Flavio Viana